# Luzinópolis
Luzinópolis est une municipalité brésilienne située dans l'État du Tocantins.